# Antipodöarna

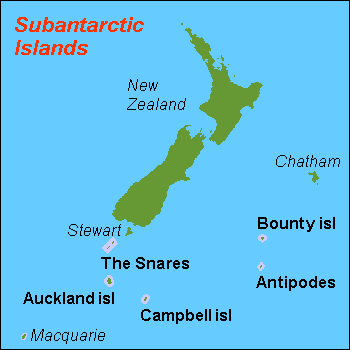
översiktskarta

Antipodöarna (engelska: Antipodes Islands) är en ögrupp bland Nya Zeelands subantarktiska öar i södra Stilla havet.

## Geografi
Antipodöarna ligger ca 650 km sydöst om Sydön. De geografiska koordinaterna är 49°41′ S och 178°46′ Ö.
Ögruppen är av vulkaniskt ursprung och har en area om ca 62 km². Huvudön Antipode Island är cirka 8 km lång med en bredd på ca 5 km. 
Lite utanför ligger en rad småöar där de största är Bollons Island i norr med ca 2 km² samt Windward Islets, Leeward Islets och Archway Island.
Öarna är obebodda och högsta höjden Mount Galloway finns på huvudön med ca 400 m ö.h.
Antipodöarna är vid sidan av Bountyöarna tofspingvinens (Eudyptes sclateri) enda häckningsplats. Vidare är området häckningsplats för papegojan Cyanoramphus unicolor och en rad sjöfåglar, bland annat albatrosser. Området är även en plats där sydliga sjöelefanter (Mirounga leonina) fortplantar sig.

## Historia
Området upptäcktes och utforskades 1800 av brittiske kapten Henry Waterhouse på fartyget "Reliance". De ansågs då ligga på den direkta motpunkten (antipod) till Storbritannien, men i själva verket ligger motpunkten nära den lilla franska staden Gatteville-le-Phare, som ligger nära Cherbourg. Öarna är den landmassa som ligger längst bort från Sverige, mätt från Stockholm, på jordklotet.
Från 1804 var området jaktmark för sälfångare vilket ledde till att sälarna snart var utrotade i området. I början på 1880-talet blev området en kort tid jaktmarker för pingvinjägare efter dåtidens muffmode.
Området upptogs på Unescos världsarvslista 1998 och numera krävs särskilt tillstånd för att landstiga på öarna.